# アカカンガルー
アカカンガルー（学名：Macropus rufus）は、双前歯目カンガルー科カンガルー属に分類される有袋類。

## 分布
オーストラリア

## 形態
アカカンガルーsadewrtgh5j7ijutgedtgy5u7ytgfcryu5hvrtu7yhgb68okytbrv3gt5yu76443563j
は地球上で一番大きい有袋類。体長オス130 - 160センチメートル、メス85 - 105センチメートル。尾長オス100 - 120センチメートル、メス65 - 85センチメートル。体重オス66キログラム、メス26.5キログラム。カンガルー属最大種。メスよりもオスの方が大型になる。
吻端の体毛が無い皮膚の裸出部（鼻鏡）は大型。
オスは喉や胸部から分泌される赤い液により、体毛が赤褐色に染まる。種小名rufusは「赤い」の意で、和名や英名（red）と同義。メスは青みがかった灰色の体毛で被われる。

## 生態
年間降水量500ミリメートル以下の乾燥した草原や低木林、砂漠などに生息する。群れに含まれる個体が放浪し、最大で約100頭からなる大規模かつ不定形な群れを形成する。主に薄明薄暮時や夜間に活動する。昼間は木陰などで休むが、昼間でも活動することもある。高温から皮膚を保護する為に手首を舐め体温低下させている。
食性は植物食で、草本を食べる。乾季になると主にイネ科の草を食べるが、採食の際に一度呑み込んだものを吐き出して噛みなおす偽反芻を行う。
捕食者はディンゴで、幼獣であればタカ類にも捕食される。
繁殖形態は胎生。周年繁殖する。発情周期は35日。オス同士では発情したメスをめぐり、まず体の大きさや腕の筋肉をみせつける誇示行動を行う。次に尾でバランスを取りながら前肢で引っ掻いたり後肢で蹴りを繰り出すボクシングのような闘争を行う。妊娠期間は33日。1回に1頭の幼獣を産む。胚が休眠し幼獣が育児嚢から出たときに、既に子宮内に受精卵があり続けて幼獣を産むことができる。幼獣は出産時1gに満たない大きさだが自力で育児嚢まで移動する。生後235日は育児嚢の中で生活する。授乳期間は1年。オスは生後20 - 24か月、メスは生後15 - 20か月で性成熟する。野生下では22年の生存記録がある。

## 人間との関係
生息地では食用とされたり、毛皮が利用されることもある。
家畜と競合する害獣とみなされることもある。

## 画像

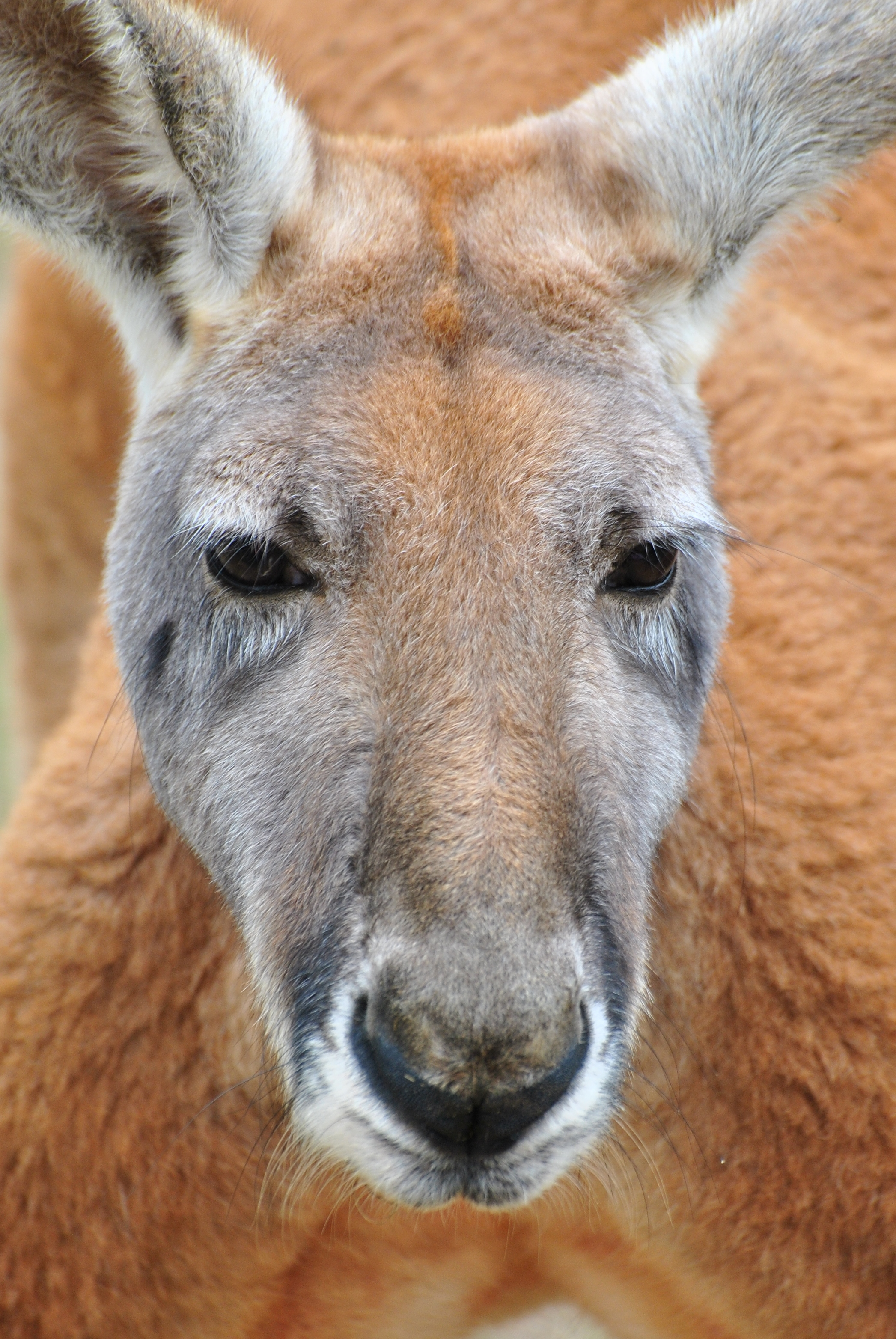
頭部
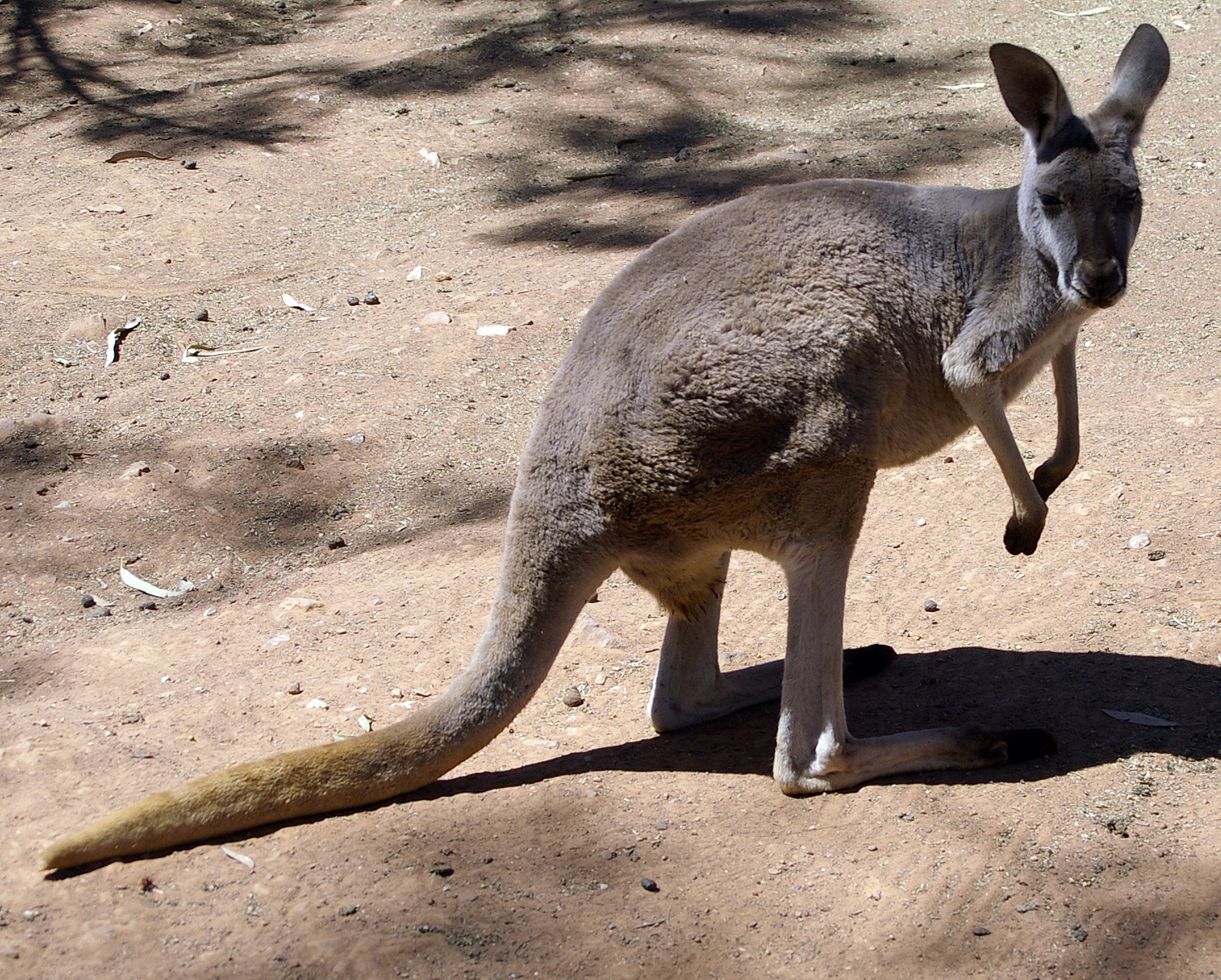
メス
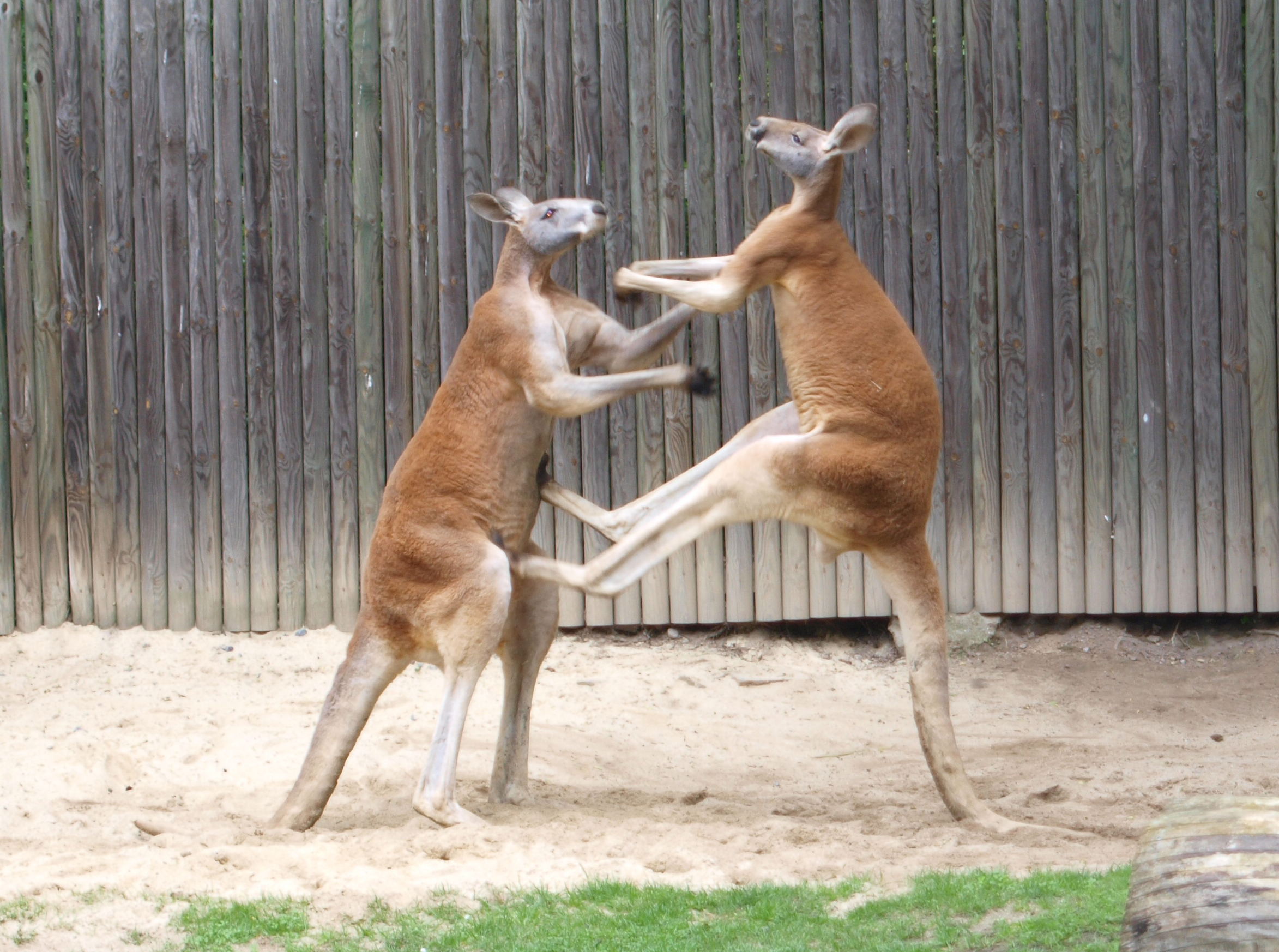
闘争
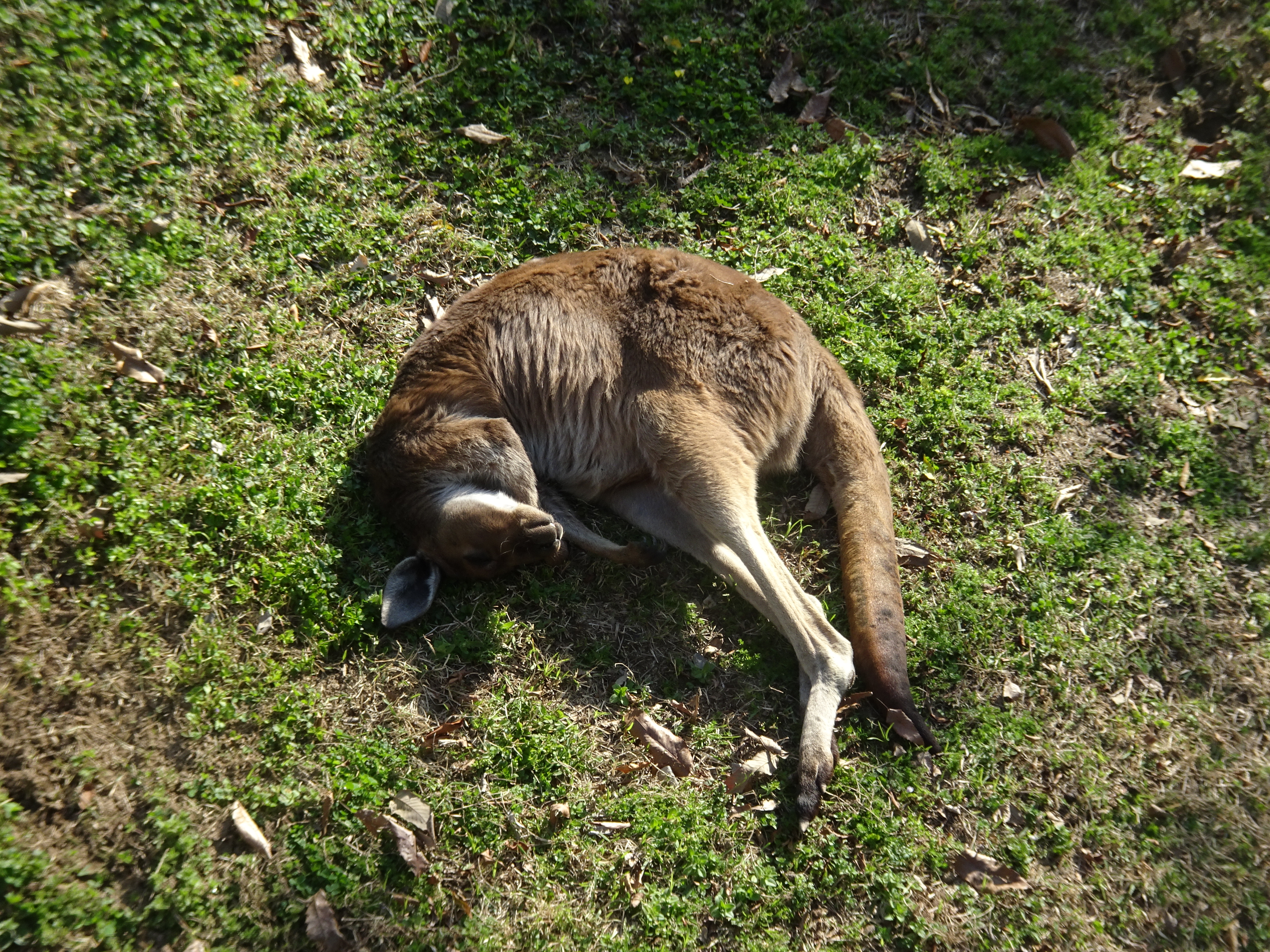
就寝